# El señor de la luz
El señor de la luz es una novela de ciencia ficción fantástica escrita por Roger Zelazny en 1967. Ganó el premio Hugo a la mejor novela y fue nominada al premio Nébula en la misma categoría. Previamente dos capítulos de la novela fueron publicados como relatos en la revista estadounidense The Magazine of Fantasy & Science Fiction en 1967. Fue publicada por primera vez en español en 1979 por Ediciones Minotauro con traducción de Carlos Gardini.
El contexto de la novela –caracteres occidentales modernos en un mundo Hindú-budista– aparece reflejado ya en las primeras líneas del libro:

Sus seguidores le llamaban Mahasamatman y decían que era un dios. Sin embargo él prefería desechar el Maha- y el -atman, y llamarse a sí mismo Sam. Nunca afirmó ser un dios, pero tampoco afirmó no serlo.

## Argumento
El señor de la luz está situado en un planeta colonizado por algunos de los restos de la "desaparecida Urath" (la Tierra). La tripulación y colonizadores de la nave espacial La Estrella de la India se encontraron en un planeta extraño, rodeados por indígenas hostiles, y tuvieron que hacerse un hueco o perecer. Para aumentar sus posibilidades de supervivencia, la tripulación de la nave utilizó tratamientos químicos, biofeedback y electrónica para mutar sus mentes y crear auto-imágenes mejoradas de sí mismos, o "Aspectos" que "fortalecieron sus cuerpos e intensificaron sus voluntades y convirtieron el poder de sus deseos en Atributos, los cuales se percibían como una fuerza mágica por aquellos contra quienes se usaban". La tripulación también desarrolló una tecnología para transferir electrónicamente el atman (alma) de una persona a un cuerpo nuevo. Esta reencarnación por transferencia de mente creó una raza de potenciales inmortales, y permitió a los antiguos miembros de la tripulación instaurar un sistema de castas Hindú con ellos en la cima.
La novela abarca un gran periodo de tiempo. Finalmente, la tripulación utiliza sus enormes poderes para sojuzgar o destruir a las razas nativas no humanas (que son descritas como demonios) mientras se encumbran como dioses a los ojos de las generaciones de descendientes de los colonizadores. Tomando prestados los poderes y nombres de deidades hindúes, estos "dioses" mantienen el respeto y controlan a la población mediante la restricción del acceso a la tecnología de reencarnación y suprimiendo cualquier adelanto tecnológico por encima del nivel medieval. Los dioses temen que cualquier ilustración o progreso podría llevar a un renacimiento tecnológico que podría hipotéticamente debilitar su poder.
El protagonista, Sam, que ha desarrollado la capacidad de manipular fuerzas electromagnéticas, es un miembro de la tripulación original que se ha negado a aparecer como un dios, y que toma para sí el papel de Siddhartha Gautama/Buddha. Sam es el último "aceleracionista": cree que la tecnología tendría que estar disponible para todos, y que la reencarnación no tendría que estar controlada por una élite. Sam introduce budismo como una herramienta de sabotaje cultural y se esfuerza por socavar el poder de los dioses con esta "nueva" religión. Su cuidadosamente planeada revuelta contra los dioses tiene lugar en múltiples etapas: "Un ejército, grande en espacio, ofrece oposición durante un breve periodo de tiempo. Un hombre, breve en espacio, debe extender su oposición a lo largo de muchos años si quiere tener alguna posibilidad de éxito."